# زرپوش هیسپانیولی
زرپوش هیسپانیولی (نام علمی: Spindalis dominicensis) یکی از چهار گونه پرنده در تیرهٔ زرپوشان (Spindalidae) است. این گونه بومی جزیره هیسپانیولا در دریای کارائیب است که بین هائیتی و جمهوری دومینیکن مشترک است.